# Islam Satpayev
Islam Nazargozhayevich Satpayev (em cazaque: Ислам Назарғожайұлы Сәтбаев; Almaty, 21 de setembro de 1998) é um atirador esportivo cazaque.

## Carreira
Islam Satbaev nasceu em 1998 em Almaty. Ele começou o tiro na 7ª série. Após cinco anos de treinamento em uma escola de esportes infantis e juvenis, Satbaev foi transferido para uma escola especializada de alta habilidade esportiva, treinada pelo homenageado técnico do Cazaquistão Gennady Romanovich Nasonov, e trabalha com ele até hoje. No Mundial de 2023, em Baku, o atleta terminou em quarto lugar na carabina de ar. Em 2023, ele ganhou a medalha de bronze nos Jogos Asiáticos de Verão na China.
Nos Jogos Olímpicos de Verão de 2024, em Paris, conquistou a medalha de bronze na competição da carabina de ar 10 m misto por equipes, ao lado de Alexandra Le.